# Gaspar Cervantes de Gaete
Gaspar Cervantes de Gaete, né à Trujillo, Espagne en 1511 et mort à Tarragone le 17 octobre 1575, est un cardinal espagnol du XVIe siècle. Il est un parent du célèbre écrivain Miguel de Cervantes.

## Repères biographiques
Cervantes de Gaete étudie à l'université de Salamanque. Il est chanoine du chapitre de León, inquisiteur et vicaire général de l'archidiocèse de Séville et inquisiteur à Saragosse. En 1561 il est élu archevêque de Messine et est transféré archevêque de Salerne en 1564. Mgr Cervantes participe au concile de Trente. En 1568 il est transféré à l'archidiocèse de Tarragone.
Le pape Pie V le crée cardinal lors du consistoire du 17 mai 1570. Il ne participe pas au conclave de 1572, lors duquel Grégoire XIII est élu.